# 존 P. 마퀀드
존 필립스 마퀀드(John Phillips Marquand, 1893년 11월 10일 ~ 1960년 7월 16일)은 미국의 소설가이다.
델라웨어주 윌밍턴에서 태어나 소년시대는 매사추세츠주에서 자랐고 하버드 대학에 다녔다. <고(故) 조지 아플리 씨>(1937)에서는 방약무인격의 남자를 그려 퓰리처 상을 탔고, <풀맨 선생>(1942). <윌리스 웨어드>(1955) 등에서 미국 산업계에 부침하는 비즈니스맨을 그려 대중작가의 왕좌를 차지했다.